# Francisco de Loaysa
Francisco de Loaysa fue un político peruano. 
Fue elegido por la provincia de Paucartambo como miembro de la Convención Nacional de 1833 que expidió la Constitución Política de la República Peruana de 1834, la cuarta de la historia del país.  